# Hemiceras angulinea
Hemiceras angulinea är en fjärilsart som beskrevs av William Schaus 1904. Hemiceras angulinea ingår i släktet Hemiceras och familjen tandspinnare. Inga underarter finns listade i Catalogue of Life.